# Krüger & Scharnberg
Krüger und Scharnberg GmbH Baustoffe ist ein deutscher Baustoff-Fachhändler mit Produkten und Beratung zu Rohbau, Hochbau und Trockenbau, Technische Isolierung und Brandschutz, Befestigungstechnik sowie Fassadenbaustoffe.
Das Unternehmen wird heute mit derzeit rund 100 Mitarbeitern an Standorten in den Hamburger Stadtteilen Wandsbek, Winterhude und Eimsbüttel sowie in Roggentin (bei Rostock) geführt.

## Firmenhistorie
Am 1. November 1893 schlossen Hugo Krüger und Franz Scharnberg einen „Societäts-Vertrag zur Betreibung eines Baumaterialiengeschäftes“. Das Kontor befand sich zunächst in dem Mietshaus Herrlichkeit 5, während das Lager auf dem Grundstück Herrlichkeit 77 eingerichtet war. Die räumliche Enge der damaligen innerstädtischen Gassen behinderte die Ausweitung und das Geschäft wurde in die Gertigstraße vor den Toren der rasch wachsenden Großstadt verlegt. 1903 wurde das Eidelstedter Hartsteinwerkes bei Hamburg gegründet.
Der neugebaute Osterbekkanal als Wasserweg und ein stetig wachsender Fuhrpark, mit ab 1913 motorisierten Lastwagen für den Landweg, waren ideale Wachstumsbedingungen. 1916 starb Hugo Krüger ohne Nachfolger und Franz Scharnberg übernahm seine Anteile.
Durch den Ersten Weltkrieg wurde der weitere Ausbau der Firma unterbrochen und die dem Kriege folgende Inflation stellte die Firmenleitung vor die schwere Herausforderungen. Trotz fehlenden Kapitals war nach der Währungsstabilisierung vor allem die kräftige Wohnungsbautätigkeit der 1920er Jahre die Voraussetzung, das während der Inflation verlorene Kapital neu zu erarbeiten. 1921 wurde die oHG in eine GmbH umgewandelt. 1933 wurde ein Vertrag mit den Plewa-Werken über den Alleinvertrieb von Schamotterohren im nördlichen Deutschen Reich von der Memel bis zur niederländischen Grenze geschlossen.
Der Zweite Weltkrieg unterbrach die Aufbauarbeit für Jahre. Der Betrieb wurde durch Luftangriffe erheblich beschädigt. Alle Fahrzeuge wurden beschlagnahmt oder durch Bomben zerstört und nach der Kapitulation beschlagnahmte die Besatzungsmacht das wenige noch vorhandene Material. Durch die folgende Währungsreform büßte die Firma nochmals das Geschäftskapital ein.
Erneut war es der Wiederaufbau der zerstörten Hansestadt Hamburg und die katastrophale Wohnungsnot, welche Aufgabe und Chance zum Neuaufbau darstellten. Nach dem Krieg wurden die ersten Baustoffe, die gehandelt wurden, mühsam aus den Trümmern geborgen. Zwar machten das Bezugsscheinsystem und die Kontingentierung ein normales Geschäft fast unmöglich, aber die Währungsreform und die Liberalisierung des Marktes brachten die entscheidende Wende und so wurde das Sortiment stetig erweitert. Eigens für den Vertrieb dieser Produkte wurde 1957 die Firma Walter M. Scharnberg KG gegründet. Sie übernahm 1957 die Plewa-Vertretung.
1960 wurden Gustav-Franz Scharnberg und Karl Drewes Gesellschafter und Geschäftsführer. Die Fa. Betondienst wurde gegründet mit Produktionsstätten in Hamburg und Bargteheide. Mit dieser Beteiligung konnte erstmals dem Wunsch der Kunden nachgekommen werden, auf den Baustellen eigene Zementmischer zu installieren. Sie wurde elf Jahre später wieder aufgegeben. 1960 erhielt die Technik Einzug, mit der Anschaffung des ersten Gabelstaplers. Zehn Jahre, 1970, später wurde die Firma Baustoffhandel Alfred L.M. Lange übernommen. Im Folgejahr schied G.F. Scharnberg aus der Firma aus und Karl Drewes übernahm die Firmenanteile. Zwölf Jahre nach der Anschaffung des ersten Gabelstapler, folgte 1972 das erste Kranfahrzeug. 1977 fand der Eintritt in die hagebau-Kooperation von mittelständischen Baustoffhändlern statt. 1981 gab es einen Wechsel in der Führungsspitze, Wolfgang Drewes und Klaus Wendland werden Gesellschafter und Geschäftsführer. Unter der Anschrift Am Kellerbleek wurde zwei Jahre später für die Schornstein-Abteilung ein Büro mit Lagerhalle errichtet. Zudem erhielt die Spedition Drewes & Wendland GmbH neues Domizil. 1985 fand die Eröffnung des hagebaumarkt in Ahrensburg Im Kornkamp statt. Weitere Mitarbeiter wurden 1996 aus der Abteilung Technische Isolierung von Firma Horst Waldow übernommen.
Nach zwei Jahren wurde der Firmensitz von der Gertigstraße zur Schimmelmannstraße 123 verlegt. 1999 erfolgte die Eröffnung der Filiale in Rostock. Und weitere Mitarbeiter stießen hinzu durch die Integration Hamburger Befestigungstechnik von den Gebr. Waelzer.
Zwanzig Jahre nach dem Wechsel der Führungsspitze wurden 2001 Beatrix und Felix Wendland Gesellschafter. Drei Jahre später schied Wolfgang Drewes als Geschäftsführer und Gesellschafter aus und Felix Wendland wurde Geschäftsführer. 2005 wurde der Holzhandel Ostkiefer von Herrn Seifart übernommen. Im Folgejahr fand die Neueröffnung der Gertigstraße als Sanierungszentrum mit einer überdachten Hochregalanlage statt. 2008 übernahm das Unternehmen den Fassadenfachhandel Fritz Lange in Hamburg-Eimsbüttel. Im Jahr darauf wurde ein weiteres Stadtlager mit 3.000 m² Hallenfläche in der Stresemannallee 100 erbaut. 2013 verstarb Klaus Wendland. 2016 wurde der Firmensitz in die Straße Rahlau 59 verlegt.
2017 wurde Krüger & Scharnberg an die Bauking AG verkauft und damit Teil der irischen Cement Roadstone Holding. Felix und Beatrix Wendland, die das Unternehmen in 5. Generation geführt hatten, schieden als geschäftsführende Gesellschafter aus und Lars Kummerfeldt wurde Geschäftsführer.

## Teile der Unternehmensgruppe
Holzfachhandel Ostkiefer
Holzhandel Ostkiefer Kurt Seifart GmbH wurde als Unternehmen von Kurt Seifart senior in Hamburg gegründet. Der Name zeigt den Schwerpunkt des Geschäftsfelds: Ostkiefer spezialisierte sich anfangs auf den Handel mit erstklassiger Kiefer aus Ostpreußen. Seit 1930 hat der Holzhandel seinen Sitz am Poßmoorweg in Hamburg-Winterhude. Bis 2006 im Familienbesitz und seitdem ein Teil der Unternehmensgruppe Krüger & Scharnberg – und damit erneut Teil eines großen Familienunternehmens. Der Holzfachhandel Ostkiefer bietet ein Sortiment an Platten, Bauholz, Tischlerholz, Fußbodendielen und Leisten, darunter u. a. Fußleisten, Sockelleisten und Profilleisten.
Hamburger Befestigungstechnik Gebrüder Waelzer
1965 gründeten die Gebr. Waelzer die Hamburger Befestigungstechnik, bis diese 1998 von Krüger & Scharnberg übernommen wurde. Zu diesem Zeitpunkt war die HBT (Hamburger Befestigungstechnik) vor allem als Lieferant für den Sanitär-, Heizungs-, Lüftungsbau sowie Trocken- und Fassadenbau spezialisiert. Die Hamburger Befestigungstechnik bietet spezielles Wissen vor allem in den Bereichen Auszugversuche für die Dübeltechnik, Brandschutzberatung und Endoskopie in den Fassadenzwischenräumen.
Fritz Lange Fassadenbaustoffe
Fritz Lange, geb. 4. Juli 1866, war Ziegelfabrikant und Direktor des Friedrichsruher Tonwerkes, das in Wohltorf am Rande des Sachsenwaldes seinen Sitz hatte. Ab 2008 gehört Fritz Lange Fassadenbaustoffe zur Unternehmensgruppe Krüger & Scharnberg. Man konzentrierte sich bei Fritz Lange schon sehr früh auf Fassadentafeln zum Beispiel für die vorgehängte, hinterlüftete und wärmegedämmte Fassade, die noch heute als eine der besten Lösungen im Neubau und in der Sanierung gilt.